# Japón en los Juegos Olímpicos de Los Ángeles 1932
Japón estuvo representado en los Juegos Olímpicos de Los Ángeles por un total de 157 deportistas que compitieron en 11 deportes.  
El portador de la bandera en la ceremonia de apertura fue el atleta Mikio Oda.

## Medallistas
El equipo olímpico japonés obtuvo las siguientes medallas:
| Nombre                                                          | Deporte             | Competición         |
| --------------------------------------------------------------- | ------------------- | ------------------- |
| Oro                                                             |                     |                     |
| Chuhei Nambu                                                    | Atletismo           | Triple salto M      |
| Takeichi Nishi (Uranus)                                         | Hípica              | Saltos ind.         |
| Yasuji Miyazaki                                                 | Natación            | 100 m libre M       |
| Kusuo Kitamura                                                  | Natación            | 1500 m libre M      |
| Masaji Kiyokawa                                                 | Natación            | 100 m espalda M     |
| Yoshiyuki Tsuruta                                               | Natación            | 200 m braza M       |
| Yasuji Miyazaki Hisakichi Toyoda Takashi Yokoyama Masanori Yusa | Natación            | 4 × 200 m libre M   |
| Plata                                                           |                     |                     |
| Shuhei Nishida                                                  | Atletismo           | Salto con pértiga M |
| Equipo                                                          | Hockey sobre hierba | Torneo M            |
| Tatsugo Kawaishi                                                | Natación            | 100 m libre M       |
| Shozo Makino                                                    | Natación            | 1500 m libre M      |
| Toshio Irie                                                     | Natación            | 100 m espalda M     |
| Reizo Koike                                                     | Natación            | 200 m braza M       |
| Hideko Maehata                                                  | Natación            | 200 m braza F       |
| Bronce                                                          |                     |                     |
| Chuhei Nambu                                                    | Atletismo           | Salto de longitud M |
| Kenkichi Oshima                                                 | Atletismo           | Triple salto M      |
| Tsutomu Oyokota                                                 | Natación            | 400 m libre M       |
| Kentaro Kawatsu                                                 | Natación            | 100 m espalda M     |